# Drenthe

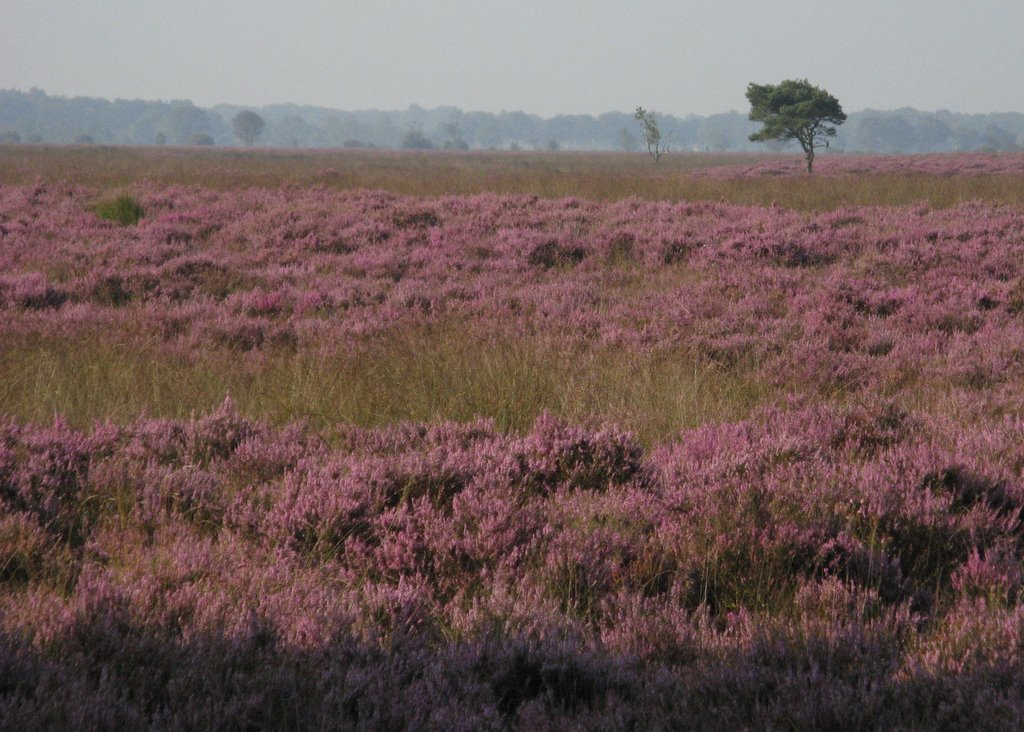
Národní park Dwingelderveld

Drenthe, někdy také uváděno jako Drentsko, je nizozemská provincie ve východní části země. Hlavním městem je Assen. Sousedí s provinciemi Overijssel na jihu, Frísko na západě, Groningen na severu a s Německem na východě. Hustota obyvatel 188 na km² je nejnižší ze všech nizozemských provincií.
V minulosti byla místodržiteli této provincie především hrabata Nasavsko-Dietzská (například Vilém Fridrich Nasavsko-Dietzský). Nizozemskou provincií se Drenthe stalo v roce 1796. Název provincie je odvozován z výrazu „thrija-hantja“ (tři země). Místní obyvatelé hovoří dialektem Drèents. O osídlení v době bronzové svědčí četné dolmeny. Za druhé světové války zde byl zřízen Internační tábor Westerbork.
Krajinu pokrývají převážně vřesoviště. Tradičními způsoby obživy jsou zemědělství (pěstování brambor, chov dobytka) a těžba rašeliny. Hrubý domácí produkt Drenthe v roce 2017 byl 14,4 miliard eur, což jsou dvě procenta HDP celého Nizozemska. V roce 2008 byla zřízena vysoká škola Hogeschool Drenthe, která sídlí v Assenu, Emmenu a Meppelu. Městečko Dwingeloo je známé díky radioteleskopu. Provincie je populárním cílem cykloturistů. K turistickým atrakcím patří Drents Museum v Assenu. Assen je známý také závodní tratí TT Circuit Assen.